# Klasa okręgowa (grupa częstochowska)
Klasa okręgowa (grupa częstochowska) – istniejąca do sezonu 2018/2019 grupa klasy okręgowej piłki nożnej mężczyzn w Polsce. W ostatnim okresie działalności była jedną z sześciu grup tej klasy na terenie województwa śląskiego, stanowiąc szósty szczebel rozgrywkowy (między IV ligą a klasą A) systemu ligowego. Zmagania w jej ramach toczyły się cyklicznie systemem kołowym. Zwycięzcy grup uzyskiwali awans do IV ligi polskiej grupy śląskiej, zaś najsłabsze zespoły relegowane były do poszczególnych grup klas A. Organizatorem rozgrywek był  działający w imieniu Polskiego Związku Piłki Nożnej – Śląski Związek Piłki Nożnej. 
Na przestrzeni lat w ramach tejże grupy rywalizowały zespoły z podokręgu Częstochowa oraz Lubliniec.
Po sezonie 2018/2019 przeprowadzono reorganizację klas okręgowych na terenie województwa śląskiego, w wyniku czego sześć dotychczasowych grup (jedna grupa częstochowska, cztery grupy katowickie, jedna grupa bielsko-bialska) zastąpiono sześcioma klasami okręgowymi według następującego podziału na podokręgi:
- grupa 1 (Bytom - Zabrze),
- grupa 2 (Częstochowa - Lubliniec),
- grupa 3 (Racibórz - Rybnik),
- grupa 4 (Katowice - Sosnowiec),
- grupa 5 (Bielsko-Biała - Tychy),
- grupa 6 (Skoczów - Żywiec).

Od sezonu 2019/2020 klasy okręgowe zarządzane bezpośrednio są nie przez Śląski Związek Piłki Nożnej tylko naprzemiennie przez odpowiednie podokręgi.

## Zwycięzcy grupy
| Sezon     | Zwycięzca grupy                                            | Źródło      |
| --------- | ---------------------------------------------------------- | ----------- |
| 2018/2019 | Znicz Kłobuck                                              | [ 2 ]       |
| 2017/2018 | Zieloni Żarki                                              | [ 3 ]       |
| 2016/2017 | Victoria Częstochowa (grupa I) Sparta Lubliniec (grupa II) | [ 4 ] [ 5 ] |
| 2015/2016 | Pogoń Kamyk (grupa I) Lotnik Kościelec (grupa II)          | [ 6 ] [ 7 ] |
| 2014/2015 | MKS Myszków (grupa I) Lotnik Kościelec (grupa II)          | [ 8 ] [ 9 ] |
| 2013/2014 | Polonia Poraj                                              | [ 10 ]      |
| 2012/2013 | Raków II Częstochowa                                       | [ 11 ]      |
| 2011/2012 | Lot Konopiska                                              | [ 12 ]      |
| 2010/2011 | Pilica Koniecpol                                           | [ 13 ]      |
| 2009/2010 | LKS Kamienica Polska                                       | [ 14 ]      |
| 2008/2009 | Skra Częstochowa                                           | [ 15 ]      |
| 2007/2008 | Olimpia Truskolasy                                         | [ 16 ]      |
| 2006/2007 | Orzeł Babienica/Psary                                      | [ 17 ]      |
| 2005/2006 | Victoria Częstochowa                                       | [ 18 ]      |
| 2004/2005 | Zieloni Żarki                                              | [ 19 ]      |
| 2003/2004 | Sparta Lubliniec                                           | [ 20 ]      |
| 2002/2003 | Jura Niegowa                                               | [ 21 ]      |
| 2001/2002 | Stradom Częstochowa                                        | [ 22 ]      |
| 2000/2001 | Grom Victoria Częstochowa                                  | [ 23 ]      |
| 1999/2000 | Lot Konopiska                                              | [ 24 ]      |
| 1998/1999 | Lotnik Kościelec                                           | [ 25 ]      |